# Avicularia holmbergi
Avicularia holmbergi is een spin uit de familie vogelspinnen (Theraphosidae) en lid van het geslacht Avicularia. Deze spin treft men voornamelijk aan in Frans-Guyana.